# Ernst Kurth
Ernst Kurth (ur. 1 czerwca 1886 w Wiedniu, zm. 2 sierpnia 1946 w Bernie) – szwajcarski muzykolog pochodzenia austriackiego.

## Życiorys
Studiował pod kierunkiem Guido Adlera na Uniwersytecie Wiedeńskim, w 1908 roku uzyskał tytuł doktora na podstawie dysertacji Der Still der opera seria von Gluck bis zum Orfeo. W latach 1908–1911 działał jako pianista-korepetytor w Lipsku, Bambergu i Barmen, w latach 1911–1912 uczył w eksperymentalnej Freie Schulgemeinde w Wickersdorfie. W 1912 roku osiadł w Bernie. Habilitował się na Uniwersytecie Berneńskim w 1912 roku na podstawie pracy Die Voraussetzungen der theoretischen Harmonik und der tonalen Darstellungssystems, następnie wykładał na tej uczelni muzykologię. Z jego inicjatywy w berneńskiej uczelni powstał Institut für Musikwissenschaft (1920/21). Od 1927 roku wydawał „Berner Veröffentlichungen zur Musikforschung”. W ostatnich latach życia cierpiał na chorobę Parkinsona. Mimo to kontynuował pracę na uniwersytecie.

## Twórczość
Był autorem takich prac jak Grundlagen des linearen Kontrapunkts: Bachs melodische Polyphonie (Berno 1917), Romantische Harmonik und ihre Krise in Wagners Tristan (Berno 1920), Musikpsychologie (Berno 1931) i Anton Bruckner (2 tomy, Berlin 1925). Przeciwstawił się promowanej przez Hugo Riemanna teorii statycznej formy, pod wpływem filozofii Arthura Schopenhauera ujmując muzykę jako kreatywną manifestację woli, znajdującą swój najpełniejszy wyraz w twórczości kompozytorów baroku i romantyzmu. Teorię muzyki łączył z psychologią, akcentując audytatywne doświadczenie w analizie dzieła muzycznego. Eksponował horyzontalny wymiar przebiegu dźwiękowego, w pracy Romantische Harmonik podkreślał jego walor energetyczny i kolorystyczny. W pracy Grundlagen des linearen Kontrapunkts zajął się analizą polifonii, wprowadził do terminologii muzycznej pojęcie linearyzmu. Teorie Kurtha były później krytykowane przez Heinricha Schenkera, ale wywarły wpływ na teorie muzykologów rosyjskich (Boris Asafjew) i polskich (Józef Chomiński).